# Кют
Cute (/kjuːto/, Кют, стилизирано като °C-ute) е японска момичешка идол група (поп група) създадена през 2005 година. Групата е изцяло дамска. °C-ute е основната група в проекта Hello! Project, целящ създаването и промотирането на комерсиални поп групи.

## Членове
| Име            | Дата на раждане    | Години | Цвят на члена | Бележки                 |
| -------------- | ------------------ | ------ | ------------- | ----------------------- |
| Майми Яджима   | 7 февруари 1992 г. | 25     | Червен        | Лидер                   |
| Саки Накаджима | 5 февруари 1994 г. | 23     | Синьо         |                         |
| Айри Сузуки    | 12 април 1994 г.   | 23     | Розов         | Също така член на Боно! |
| Чисато Окаи    | 21 юни 1994 г.     | 22     | Зелен         |                         |
| Май Хагивара   | 7 февруари 1996 г. | 21     | Жълт          |                         |

### Бивши членове
| Име             | Дата на раждане | Години | Бележки                             |
| --------------- | --------------- | ------ | ----------------------------------- |
| Ерика Умеда     | 24 май 1991 г.  | 24     | Напуска групата на 25 октомври 2009 |
| Мегуми Мураками | 6 юни 1992 г.   | 22     | Напуска групата на 1 ноември 2006   |
| Канна Арихара   | 15 юни 1993 г.  | 21     | Напуска групата през юли 2009       |

## Дискография

### Студийни албуми
- Cutie Queen Vol.1 (2006)
- 2 Mini Ikiru to Iu Chikara (2007)
- 3rd: Love Escalation! (2008)
- 4 Akogare My Star (2009)
- Shocking 5 (2010)
- Chō Wonderful! 6 (2011)
- Dai Nana Shō 'Utsukushikutte Gomen ne' (2012)
- 8 Queen of J-pop (2013)
- °Cmaj9 (2015)

### Компилации
- C-ute Nan Desu! Zen Single Atsumechaimashita! 1 (2009)
- 2 Cute Shinseinaru Best Album (2012)

### Сингли
- Massara Blue Jeans (2006)
- Soku Dakishimete (2006)
- Ōkina Ai de Motenashite (2006)
- Wakkyanai (Z) (2006)
- Sakura Chirari (2007)
- Meguru Koi no Kisetsu (2007)
- Tokaikko Junjō (2007)
- Lalala Shiawase no Uta (2007)
- Koero! Rakuten Eagles (2008)
- Namida no Iro (2008)
- Edo no Temari Uta II (2008)
- Forever Love (2008)
- Bye Bye Bye! (2009)
- Shochū Omimai Mōshiagemasu (2009)
- Everyday Zekkōchō! (2009)
- Shock! (2010)
- Campus Life (Umarete Kite Yokatta) (2010)
- Dance de Bakōn! (2010)
- Akuma de Cute na Seishun Graffiti (2010)
- Aitai Lonely Christmas (2010)
- Kiss Me Aishiteru (2011)
- Momoiro Sparkling (2011)
- Sekaiichi Happy na Onna no Ko (2011)
- Kimi wa Jitensha Watashi wa Densha de Kitaku (2012)
- Aitai Aitai Aitai na (2012)
- Kono Machi (2013)
- Crazy Kanzen na Otona (2013)
- Kanashiki Amefuri/Adam to Eve no Dilemma (2013)
- Tokai no Hitorigurashi/Aitte Motto Zanshin (2013)
- Kokoro no Sakebi o Uta ni Shitemita/Love Take It All (2014)
- The Power/Kanashiki Heaven (Single Version) (2014)
- I Miss You/The Future (2014)
- The Middle Management (Josei Chūkan Kanrishoku)/Gamusha Life/Tsugi no Kado o Magare (2015)
- Arigatō (Mugen no Yell)/Arashi o Okosunda Exciting Fight! (2015)
- Naze Hito wa Arasou n' Darō?/Summer Wind/Jinsei wa Step! (2016)